# Tadeusz Gieruszyński
Tadeusz Gieruszyński (ur. 18 czerwca 1903 w Delatynie, zm. 7 czerwca 1963 w Krakowie) – polski dendrolog, profesor nauk technicznych, profesor zwyczajny dendrometrii na Wydziale Leśnym Uniwersytetu Jagiellońskiego.

## Życiorys
Jego ojciec Szczepan Gieruszyński był urzędnikiem sądowym, naukę w gimnazjum w Stanisławowie przerwał mu wybuch I wojny światowej. Egzamin dojrzałości złożył w 1924 i wyjechał do Lwowa, gdzie rozpoczął studia na Wydziale Rolniczo-Lasowym Politechniki. W 1930 uzyskał stopień inżyniera leśnika i rozpoczął pracę na stanowisku kierownika w Biurze Urządzania Lasów Fundacji Skarbkowskiej w lwowskiej Dyrekcji Lasów Państwowych, po czterech latach powrócił na uczelnię, gdzie został asystentem w Katedrze Urządzania Lasu na Wydziale Rolniczo-Lasowym. W 1938 przedstawił pracę pt.: "Obliczanie przyrostu drzewostanów na masie przy pomocy czynników redukcyjnych powierzchni przekrojów" i uzyskał stopień doktora nauk technicznych. Po wybuchu II wojny światowej walczył w kampanii wrześniowej, a po jej zakończeniu powrócił do Lwowa wykładał na Wydziale Rolniczo-Lasowym Instytutu Politechnicznego. W maju 1944 zrezygnował z pracy na uczelni i został leśniczym w Nadleśnictwie Brzozów, a następnie w rzeszowskiej Dyrekcji Lasów Państwowych na stanowisku kierownika Biura Produkcji Drewna i Biura Technicznego. W 1945 wyjechał do Poznania, gdzie na tamtejszym Uniwersytecie im. Adama Mickiewicza będąc zastępcą profesora kierował Katedrą Dendrometrii na Wydziale Leśnym. W lutym 1946 będąc docentem dendrometrii przedstawił rozprawę habilitacyjną pt. "O kształcie strzał drzew leśnych", w połowie tego samego roku przeprowadził się do Krakowa, gdzie powierzono mu stanowisko kierownika Katedry Dendrometrii Sekcji Leśnej na Wydziale Rolniczym Uniwersytetu Jagiellońskiego. Prowadził wykłady z dendrometrii, fotogrametrii leśnej oraz urządzania lasu, w lipcu 1948 został profesorem nadzwyczajnym. W 1950 został pierwszym dziekanem nowo utworzonego Wydziału Leśnego, ze względów politycznych (Tadeusz Gieruszyński nie należał do PZPR) w 1952 odwołano go z funkcji dziekana, a dwa lata później zlikwidowano stworzony i kierowany przez niego wydział. W 1954 wyjechał do Poznania, gdzie objął kierownictwo na Wydziale Leśnym Wyższej Szkoły Rolniczej. Rok później otrzymał od prof. Mieczysława Czaji propozycję zorganizowania i kierowania Zakładem Badań Leśnych Polskiej Akademii Nauk, w związku z tym powrócił do Krakowa. Od 1956 równocześnie kierował Katedrą Dendrometrii Sekcji Leśnej na Wydziale Rolniczym Uniwersytetu Jagiellońskiego. W 1958 uzyskał tytuł profesora zwyczajnego, wspierany przez Polskie Towarzystwo Leśne działał w kierunku powołania w Krakowie Wydziału Leśnego. Zgodę na organizację otrzymał na początku 1963, zmarł przed rozpoczęciem naboru pierwszego rocznika Wydziału Leśnego w Wyższej Szkole Rolniczej w Krakowie.
Spoczywa na cmentarzu Rakowickim (kw. RB, rząd 8, miejsce 18).

## Dorobek naukowy
Bogaty dorobek naukowy prof. Tadeusza Gieruszyńskiego obejmuje poza licznymi pracami, rozprawami i felietonami również dwa podręczniki "Dendrometria" /1949/ oraz "Pomiar drzew i drzewostanów" /1959/. Tworząc materiały dotyczące dendrometrii opracował m.in. wzory do określania miąższości i przyrostu drzew. Duża część prac dotyczy urządzania lasów górskich, które w odróżnieniu od lasów nizinnych pełnią funkcję retencyjną i antyerozyjną, co zostało udowodnione przez prof. Gieruszyńskiego podczas badań prowadzonych zarówno w laboratorium, jak i w terenie.